# Mariano Arosemena
Mariano Arosemena de la Barrera (Panamá; 26 de julio de 1794-Lima, Perú; 31 de mayo de 1868) fue un escritor neoclásico, periodista y político colombiano que vivió durante el período panameño de unión a Colombia.
Era hijo de Pablo Arosemena y Martina de la Barrera. Como político fue regidor, alcalde y diputado del Istmo en la época colonial; propulsó la primera imprenta en el istmo y fundó La Miscelánea del Istmo en 1820, primer periódico de Panamá. En dicho periódico propugnaba la independencia de Panamá; hecho que se concretó el 28 de noviembre de 1821, siendo uno de los próceres de este suceso.
Luego de la independencia, cuando Panamá se unió voluntariamente a la Gran Colombia, fue cónsul de Panamá en Ecuador y de la Gran Colombia en Perú; fue delegado al Congreso Americano de Lima, agente del Crédito Público de Panamá, procurador general del Estado de Panamá (1862 - 1863). También representó a Panamá ante varios congresos de la Nueva Granada. Antes de morir fue corresponsal del periódico El Mercurio de Lima.
Como escritor tuvo su obra cumbre con Apuntamientos históricos.

## Vida personal
Arosemena se casó con Dolores de Quesada y Velarde con quien tuvo a su hijo Justo Arosemena, político y escritor considerado padre de la nacionalidad panameña.